# Antje Traue
Antje Traue (Mittweida, 1981. január 18. –) német színésznő.
Első angol nyelvű szerepét a 2009-es Pandorum című sci-fi horrorfilmben kapta. Ezt követően Faora-Ul gonosztevőt alakította a DC-moziuniverzum Az acélember (2013) és Flash – A Villám (2023) című filmjeiben.
2017–2020 között a Sötétség című német televíziós sorozat szereplője volt.

## Magánélete
Korábban Ben Foster színész párja volt, akinek kedvéért egy időre Los Angelesbe költözött.

## Filmográfia

### Film
| Év   | Magyar cím                   | Eredeti cím                     | Szerep                       | Magyar hang        |
| ---- | ---------------------------- | ------------------------------- | ---------------------------- | ------------------ |
| 2003 |                              | Die Nacht davor (rövidfilm)     | Franziska                    |                    |
| 2004 |                              | Kleinruppin Forever             | Ramona                       |                    |
| 2005 |                              | 202a (rövidfilm)                | Jessica                      |                    |
| 2006 |                              | Goldjunge (rövidfilm)           | Manuela                      |                    |
| 2007 |                              | Ego (rövidfilm)                 | Isabell                      |                    |
| 2008 |                              | Berlin am Meer                  | Estelle                      |                    |
| 2009 | Pandorum                     | Pandorum                        | Nadia                        | Szávai Viktória    |
| 2009 |                              | Blau.Pause (rövidfilm)          | újságírónő                   |                    |
| 2011 | 5 nap háború                 | 5 Days of War                   | Zoe                          | Kisfalvi Krisztina |
| 2012 | Nobel végakarata             | Nobels testamente               | Kitten                       | Hábermann Lívia    |
| 2013 | Az acélember                 | Man of Steel                    | Faora-Ul                     | Horváth Lili       |
| 2014 |                              | Outlier (rövidfilm)             | Gretchen / Red Widow         |                    |
| 2014 | A hetedik fiú                | Seventh Son                     | Bony Lizzie                  | Pálfi Kata         |
| 2015 | Hölgy aranyban               | Woman in Gold                   | Adele Bloch-Bauer            | eredeti nyelven    |
| 2016 |                              | Despite the Falling Snow        | Marina                       |                    |
| 2016 | Beépített tudat              | Criminal                        | Elsa Mueller                 | Bognár Gyöngyvér   |
| 2016 | Négyen a bank ellen          | Vier gegen die Bank             | Zollner                      | Németh Kriszta     |
| 2017 | Volt egyszer egy Németország | Es war einmal in Deutschland... | Sara Simon különleges ügynök |                    |
| 2017 |                              | Kundschafter des Friedens       | Paula Kern                   |                    |
| 2017 |                              | Rewind: Die zweite Chance       | Zoé Gerbaulet                |                    |
| 2018 | Játékmester                  | Spielmacher                     | Vera                         |                    |
| 2018 | A hőlégballon                | Balloon                         | óvónő                        | Galiotti Barbara   |
| 2019 |                              | Das Ende der Wahrheit           | Aurice Köhler                |                    |
| 2020 |                              | König der Raben                 | Alina                        |                    |
| 2022 |                              | Die Bilderkriegerin             | Anja Niedringhaus            |                    |
| 2023 | Flash – A Villám             | The Flash                       | Faora-Ul                     |                    |

### Televízió
| Év        | Magyar cím                            | Eredeti cím                          | Szerep                       | Megjegyzések                      |
| --------- | ------------------------------------- | ------------------------------------ | ---------------------------- | --------------------------------- |
| 2000      |                                       | Verlorene Kinder                     | ismeretlen szerep            | tévéfilm                          |
| 2007      |                                       | SOKO Köln                            | Diana Wrobel                 | 1 epizód                          |
| 2009      |                                       | Der Staatsanwalt                     | Sandra Thewes                | 1 epizód                          |
| 2015      | A végzetes szóbeszéd – A Barschel ügy | Der Fall Barschel                    | Giselle Neumayer             | tévéfilm                          |
| 2015      |                                       | Weinberg                             | Hannah Zepter                | főszereplő minisorozat (6 epizód) |
| 2015      |                                       | Berlin Eins                          | Irma Berger                  | tévéfilm                          |
| 2016      | Berlini küldetés                      | Berlin Station                       | Lana Vogel / Joker           | 2 epizód                          |
| 2016      | Közel az ellenséghez                  | Close to the Enemy                   | Bergit Mentz / Mentz         | minisorozat (3 epizód)            |
| 2016      |                                       | Tempel                               | Eva                          | főszereplő (6 epizód)             |
| 2017      |                                       | Oasis                                | Sara Keller                  | tévéfilm                          |
| 2017–2020 | Sötétség                              | Dark                                 | Agnes Nielsen                | 6 epizód                          |
| 2019      |                                       | Dead End                             | Emma                         | főszereplő (6 epizód)             |
| 2019      |                                       | Die Freundin meiner Mutter           | Rosalie / Viktoria szeretője | tévéfilm                          |
| 2019      | A rendőrség száma 110                 | Polizeiruf 110                       | Anne Gerling                 | 1 epizód                          |
| 2020      | Tetthely                              | Tatort                               | Juliane Modica               | 1 epizód                          |
| 2021      |                                       | Gefangen                             | Ellen                        | tévéfilm                          |
| 2021      |                                       | An seiner Seite                      | Viola Frankenberg            | tévéfilm                          |
| 2021      |                                       | Am Anschlag - Die Macht der Kränkung | Eva                          | minisorozat (6 epizód)            |
| 2022      |                                       | Herzogpark                           | Elisabeth von Lynden         | 2 epizód                          |
| 2024      |                                       | Helgoland 513                        | Daniela                      | 4 epizód                          |

## Fordítás
- Ez a szócikk részben vagy egészben  az   Antje Traue című angol Wikipédia-szócikk ezen változatának fordításán alapul.  Az eredeti cikk szerkesztőit annak laptörténete sorolja fel. Ez a jelzés csupán a megfogalmazás eredetét és a szerzői jogokat jelzi, nem szolgál a cikkben szereplő információk forrásmegjelöléseként.